# ミルト・ジャクソン
ミルト・ジャクソン（Milt Jackson、1923年1月1日 - 1999年10月9日）は、アメリカ合衆国ミシガン州デトロイト出身のジャズ・ヴィブラフォン奏者。ニックネームはバグス（Bags）。

## 略歴
1923年、ミシガン州デトロイトに生まれる。デューク・エリントンやカウント・ベイシーを聴き、ジャズに興味を持つ。特にライオネル・ハンプトンの影響を受ける。
トランペット奏者のディジー・ガレスピーに招かれ、ニューヨークへ行き彼のバンドでプレイする。バンドを去った後はセロニアス・モンク、チャーリー・パーカー、レイ・ブラウンらと共演を重ねる。
1951年にミルト・ジャクソン・カルテットをジョン・ルイス（ピアノ）、パーシー・ヒース（ベース）、ケニー・クラーク（ドラム）と結成。翌年にモダン・ジャズ・カルテット（MJQ）とグループ名を変える。以降はMJQのメンバーとして活動する。
1974年7月、MJQを解散するが、11月には再び集まってコンサートを開く。1981年には日本武道館でコンサートを行なう。
1999年、ニューヨークのマンハッタンにて肝臓癌のため76歳で死去した。

## ディスコグラフィ

### リーダー・アルバム
- 『ミルト・ジャクソン』 - Wizard of the Vibes (1952年、Blue Note) ※with セロニアス・モンク。『Milt Jackson』として再発あり
- 『ハワード・マギー&ミルト・ジャクソン』 - Howard McGhee and Milt Jackson (1955年、Savoy) ※with ハワード・マギー
- 『ミルト・ジャクソン・カルテット』 - Milt Jackson Quartet (1955年、Prestige)
- 『オパス・デ・ジャズ』 - Opus de Jazz (1956年、Savoy)
- 『ローレン・バグス』 - Roll 'Em Bags (1956年、Savoy)
- 『ミート・ミルト・ジャクソン』 - Meet Milt Jackson (1956年、Savoy)
- 『ザ・ジャズ・スカイライン』 - The Jazz Skyline (1956年、Savoy)
- 『ジャクソンズ・ビル』 - Jackson's Ville (1956年、Savoy)
- 『バラッズ&ブルース』 - Ballads & Blues (1956年、Atlantic)
- 『プレンティ・プレンティ・ソウル』 - Plenty, Plenty Soul (1957年、Atlantic)
- 『バグズ&フルート』 - Bags & Flutes (1957年、Atlantic)
- 『ソウル・ブラザーズ』 - Soul Brothers (1958年、Atlantic) ※with レイ・チャールズ
- 『ビーン・バグス』 - Bean Bags (1959年、Atlantic) ※with コールマン・ホーキンス
- 『バグス・オパス』 - Bags' Opus (1959年、United Artists)
- 『ザ・バラード・アーティストリー・オブ・ミルト・ジャクソン』 - The Ballad Artistry of Milt Jackson (1959年、Atlantic)
- 『ソウル・ミーティング』 - Soul Meeting (1961年、Atlantic) ※with レイ・チャールズ
- 『バグス・アンド・トレーン』 - Bags & Trane (1961年、Atlantic) ※with ジョン・コルトレーン
- 『ステイトメンツ』 - Statements (1962年、Impulse!)
- 『バグス・ミーツ・ウェス』 - Bags Meets Wes! (1962年、Riverside) ※with ウェス・モンゴメリー
- 『ビッグ・バグス』 - Big Bags (1962年、Riverside)
- 『インヴィテーション』 - Invitation (1963年、Riverside)
- 『ヴァイブレイションズ』 - Vibrations (1964年、Atlantic)
- 『マッチ・イン・コモン』 - Much in Common (1964年、Verve) ※with レイ・ブラウン
- 『ジャズ・ン・サンバ』 - Jazz 'n' Samba (1964年、Impulse!)
- 『イン・ア・ニュー・セッティング』 - In a New Setting (1965年、Limelight)
- 『モンタレー・ミスト』 - Ray Brown / Milt Jackson (1965年、Verve) ※with レイ・ブラウン。旧邦題『ミルト・ジャクソンとレイ・ブラウン』
- 『近代美術館のミルト・ジャクソン』 - Milt Jackson at the Museum of Modern Art (1965年、Limelight) ※ライブ
- For Someone I Love (1966年、Riverside)
- 『アット・ザ・ヴィレッジ・ゲイト』 - Milt Jackson Quintet Live at the Village Gate (1967年、Riverside) ※ライブ
- 『ボーン・フリー』 - Born Free (1967年、Limelight) ※旧邦題『いそしぎ』
- 『モーニング・アフター』 - Milt Jackson and the Hip String Quartet (1968年、Verve)
- 『ザッツ・ザ・ウェイ・イット・イズ』 - That's the Way It Is (1970年、Impulse!) ※ライブ featuring レイ・ブラウン
- 『ジャスト・ザ・ウェイ・イット・ハッド・トゥ・ビー』 - Just the Way It Had to Be (1970年、Impulse!) ※ライブ featuring レイ・ブラウン
- 『メンフィス・ジャクソン』 - Memphis Jackson (1970年、Impulse!) ※with レイ・ブラウン・ビッグバンド
- 『サンフラワー』 - Sunflower (1973年、CTI)
- 『グッドバイ』 - Goodbye (1974年、CTI) ※with ヒューバート・ロウズ
- 『オリンガ』 - Olinga (1974年、CTI)
- 『ミルト・ジャクソン・アット・モントゥルー'75』 - The Milt Jackson Big 4 At The Montreux Jazz Festival 1975 (1975年、Pablo) ※ライブ
- 『ザ・ビッグ3』 - The Big 3 (1975年、Pablo) ※with ジョー・パス、レイ・ブラウン
- 『フィーリングズ』 - Feelings (1976年、Pablo)
- 『ライヴ・イン・トーキョー』 - At The Kosei Nenkin (1977年、Pablo) ※ライブ
- 『クゥオドラント』 - Quadrant (1977年、Pablo) ※with ジョー・パス、レイ・ブラウン、ミッキー・ローカー
- 『ジャム・アット・モントゥルー'77』 - Montreux '77 (1977年、Pablo) ※with レイ・ブラウン
- 『ソウル・フュージョン』 - Soul Fusion (1978年、Pablo) ※with モンティ・アレキサンダー・トリオ
- Loose Walk (1980年、Palcoscenico) ※with ソニー・スティット
- 『オール・トゥー・スーン』 - All Too Soon: The Duke Ellington Album (1980年、Pablo) ※with レイ・ブラウン、ミッキー・ローカー、ジョー・パス
- 『ナイト・ミスト』 - Night Mist (1981年、Pablo/OJC)
- 『ザ・グレイテスト・リユニオン』 - Ain't But a Few of Us Left (1982年、Pablo) ※with オスカー・ピーターソン
- 『ミルト・ジャクソン・イン・ロンドン セロニアス・モンクの想い出』 - In London: Memories of Thelonious Sphere Monk (1982年、Pablo) ※ライブ
- 『ザ・デュオ』 - Two of the Few (1983年、Pablo) ※with オスカー・ピーターソン
- 『ジャンピン・ブルース』 - Jackson, Johnson, Brown & Company (1983年、Pablo) ※with J・J・ジョンソン、レイ・ブラウン
- 『ソウル・ルート』 - Soul Route (1984年、Pablo)
- 『ロンドン・ブリッジ』 - A London Bridge (1988年、Pablo) ※ライブ
- 『ビ・バップ』 - Bebop (1988年、EastWest)
- 『モーストリィ・デューク』 - Mostly Duke (1991年、Pablo) ※live
- 『エム・アンド・エム』 - M&M (1991年、Pablo) ※with 増田一朗
- 『レヴァレンス』 - Reverence and Compassion (1993年、Qwest/WB)
- 『プロフェット・スピークス』 - The Prophet Speaks (1994年、Qwest/WB) ※with ジョシュア・レッドマン、ジョー・ウィリアムズ
- 『バーニン・イン・ザ・ウッドハウス』 - Burnin' in the Woodhouse (1995年、Qwest/WB)
- 『サ・ヴァ・ベラ～ディーヴァ達に捧ぐ』 - Sa Va Bella (For Lady Legends) (1997年、Qwest/WB)
- 『エクスプローシヴ!』 - Explosive! (1999年、Qwest/WB) ※with クレイトン＝ハミルトン・ジャズ・オーケストラ
- 『ザ・ヴェリー・トール・バンド』 - The Very Tall Band (1999年、Telarc) ※ライブ with オスカー・ピーターソン、レイ・ブラウン
- 『いつか王子様が～ミルト・ジャクソン・ライヴ・イン・ジャパン・1976』 - At the Kosei Nenkin vol. 2: Centerpiece (2002年、Pablo)
- 『ミッド・ナイト・セッション』 - Midnight Session (2004年、All Art) ※音源の初出は1984年のビデオ
- 『ユースト・トゥ・ビー・ジャクソン Vol.1&2』 - Used To Be Jackson Vol. 1 & 2 (2023年、Solid) ※1984年ライブ録音

### コンピレーション・アルバム
- 『ウィー・ハド・ア・ボール』 - I/We Had a Ball (1965年、Limelight) ※1964年録音。1曲のみ参加
- All Star Bags (1976年、Blue Note) ※1952年-1957年録音
- Milt Jackson (Quintessence Jazz Series) (1979年、Pickwick)
- 『ア・デイト・イン・ニューヨーク』 - A Date In New York (1979年、Inner City) ※with J・J・ジョンソン
- The Best of Milt Jackson (1980年、Pablo)